# Германия на «Евровидении-1961»
Германия принимала участие в Евровидении 1961, проходившем в Каннах, Франция. На конкурсе её представляла Лале Андерсен с песней «Einmal sehen wir uns wieder», выступавшая под номером 8. В этом году страна заняла лишь 11 место, получив 3 балла. Комментатором конкурса от Германии, как и в прошлом году, был Вулф Миттлер.

## Национальный отбор
Национальный отбор проходил в Бад-Хомбурге. Жюри состояло из 21 человека.
| Номер | Артист           | Песня                                      | Место |
| ----- | ---------------- | ------------------------------------------ | ----- |
| 1     | Дитер Томас Хек  | «Was tut man nicht alles aus Liebe»        | -     |
| 2     | Фридель Хенч     | «Colombino (ich weiß ein Tag wird kommen)» | -     |
| 3     | Фрэнк Форстер    | «Es war ein reizender Abend»               | 3-е   |
| 4     | Криста Уильямс   | «Pedro»                                    | -     |
| 5     | Фред Бертельманн | «Ticke-ticke-tack»                         | 2     |
| 6     | Хайнц Сагнер     | «Jeden Tag voll Sonnenschein»              | -     |
| 7     | Рене Франке      | «Napolitano»                               | -     |
| 8     | Рольф Симсон     | «Wer das Spiel kennt»                      | 3-е   |
| 9     | Эрнст Лотар      | «Dich hat das Schicksal für mich bestimmt» | -     |
| 10    | Лале Андерсен    | «Einmal sehen wir uns wieder»              | 1     |
| 11    | Бобби Франко     | «Langsamer Walzer»                         | -     |
| 12    | Пегги Браун      | «Du bist meine Welt»                       | -     |
| 13    | Детлеф Энгель    | «Nach Mitternacht»                         | -     |

## Страны, отдавшие баллы Германии
Каждая страна имела жюри в количестве 10 человек, каждый человек мог отдать очко понравившейся песне.
| Дания Швеция Австрия |

## Страны, получившие баллы от Германии
| 5 баллов | Люксембург |
| 4 балла  | Франция    |
| 1 балл   | Нидерланды |